# Super-Mac
Super-Mac (Hot-Shot Hamish i original), brittisk humoristisk fotbollsserie av Fred Baker och Julio Schiaffino som bland annat gått i de svenska serietidningarna Buster och Barracuda. Serien handlade om en skotsk jätte vid namn Mac Mahoney (Hamish Balfour på engelska) som sköt som en häst sparkade, den så kallade stora kanonen. Han spelade för fotbollslaget Princes Park i skotska ligan, hade en kolerisk far samt en tam (nåja) bagge som hette McMutton.
En återkommande bild när Super-Mac avlossade "stora kanonen" var att målvakten inte kastade sig för att rädda skottet utan för att undvika att bli träffad - och bollen fortsatte rakt igenom målnätet. 
Serien slogs sedermera ihop med serien Bullen och kallades då Super-Mac och Bullen.
 Artikeln var, i den version den hade den 16 maj 2006, helt eller delvis hämtad från Seriewikin (hos Seriefrämjandet): Super-Mac